# قطر اکسکیوتیو
قطر اکسکیوتیو (به انگلیسی: Qatar Executive) یک شرکت هواپیمایی با کد یاتا QE است که در تاریخ ۱۶ ژوئن ۲۰۰۹ میلادی تأسیس شده است. دفتر مرکزی قطر اکسکیوتیو در دوحه، قطر واقع شده‌است و قطب این شرکت هواپیمایی در فرودگاه بین‌المللی نیو دوحه قرار دارد و به کانادا ایالات متحده آمریکا، پرواز مستقیم انجام می‌دهد.